# Zosja
Zosja (Зося) è un film del 1967 diretto da Michail Sinaevič Bogin.